# Phragmidium fragariae
Phragmidium fragariae är en svampart som beskrevs av Georg Winter 1884. Phragmidium fragariae ingår i släktet Phragmidium och familjen Phragmidiaceae.   Inga underarter finns listade i Catalogue of Life.